# Nolan Traoré
Pour les articles homonymes, voir Traoré.
Nolan Traoré, né le 28 mai 2006 à Créteil dans le Val-de-Marne, est un joueur français de basket-ball évoluant au poste de meneur.

## Biographie
Nolan Traoré est le petit frère d'Armel Traoré, joueur professionnel de basket-ball.
Il débute le basket-ball à l'âge de quatre ans en prenant sa première licence en 2010 au COC Chennevières. Il y reste quatre saisons puis rejoint ensuite le club de la VGA Saint-Maur en 2014. Trois ans plus tard, en 2017, Nolan Traoré signe à la Saint-Charles Charenton, l'un des plus gros clubs formateurs de la région. De 2019 à 2021, durant ses deux dernières années à Charenton, il intègre le Pôle Espoirs Île-de-France en parallèle, et évolue notamment en championnat minimes France. Il tourne à près de 16 points de moyenne en 2020-2021.
En 2021, il est admis au Centre fédéral. Il joue d'abord grandement avec les cadets France avant d'évoluer à plein temps avec l'équipe junior en NM1 de 2022 à 2024. En 2023, il obtient son baccalauréat avec un an d'avance. Lors de la dernière saison, il est le leader de son équipe au scoring et à la création, réalisant plusieurs grandes performances dans la troisième division professionnelle française. Le 27 octobre 2023, il marque 29 points et effectue 9 passes décisives face au SOM Boulogne. Le 5 décembre 2023, il inscrit 27 points et délivre 11 passes décisives contre LyonSo. En tout, il passe la barre des 30 d'évaluation à plusieurs reprises, ce qui lui vaut d'être élu "joueur du mois" du Pôle France quelques fois comme en octobre 2023.
Cela lui permet également d'apparaître dans les premiers Mock Draft qui le voient dès février 2024 être sélectionné au premier tour de la draft 2025 de la NBA en compagnie de son ancien coéquipier du Pôle France Noa Essengue.
Le 14 avril 2024, Traoré participe au Nike Hoop Summit. Il termine la rencontre en étant le deuxième meilleur scoreur de l'équipe World avec 18 points inscrits (8/14 aux tirs) ainsi que 4 passes décisives délivrées.
Le 25 mai 2024, lors de l'ultime étape de l'Adidas Next Generation Tournament (en) à Berlin, Traoré permet au Pôle France de se qualifier en finale en scorant 45 points (record en phase finale), captant 6 rebonds et délivrant 9 passes décisives (à 14/22 aux tirs, dont 4/8 à trois points, et pour 50 d'évaluation) contre les U18 du FC Barcelone (101-96).

### Débuts professionnels à Saint-Quentin (2024-2025)
Fin mars 2024, il signe son premier contrat professionnel avec Saint-Quentin, en première division, et s'engage dans l'Aisne en tant que pigiste médical jusqu'à la fin de saison,.
Le 28 avril 2024, pour son cinquième match en professionnel, il score 18 points (à 7/15 aux tirs) et réalise 8 passes décisives en 21 minutes dans une courte défaite face à l'ASVEL Lyon-Villeurbanne, équipe d'Euroligue.
La semaine suivante, à l'âge de 17 ans et 342 jours, Traoré marque 25 points et délivre 5 passes décisives contre l'Élan Chalon en Betclic Élite. Il bat, par la même occasion, le record d'Antoine Rigaudeau pour le nombre de points marqués pour un joueur de moins de 18 ans dans le championnat de France (22 unités en 1989).
Le 19 mai 2024, à l'âge de 17 ans et 356 jours, il inscrit à nouveau 25 points en Betclic Élite, avec 4 rebonds et 7 passes décisives contre l'ASVEL Lyon-Villeurbanne en playoffs. Saint-Quentin s'incline (89-92) malgré deux paniers à trois points marqués par Nolan Traoré en prolongation.
Le 1er juin 2024, alors convoité par des équipes universitaires américaines et des équipes australiennes, il prolonge de deux ans avec Saint-Quentin.
Le 1er octobre 2024, il inscrit 27 points (à 9/18 aux tirs et 5/5 aux lancers francs) et délivre 5 passes décisives, sans la moindre perte de balle, en 26 minutes de jeu dans une victoire large (84-54) contre le Kolossos Rhodes en Ligue des champions. Pour un joueur de moins de 21 ans, cela devient le record du nombre de points marqués sur un match dans l'histoire de la compétition, le précédent ayant été établi par Alperen Şengün (25 points).
Le 6 octobre 2024, il poursuit sur sa bonne dynamique, en scorant 20 points (à 8/16 aux tirs) et distillant 10 passes décisives en Betclic Élite face au SLUC Nancy (104-96).

### Arrivée en NBA (depuis 2025)
En avril 2025, Nolan Traoré annonce son inscription à la draft 2025 de la NBA. Il sera sélectionné le 25 juin 2025 par les Nets de Brooklyn en 19e position.

### Équipe de France

#### Sélections de jeunes
Durant l'été 2022, il joue ses premiers matchs internationaux en sélections de jeunes. Il prend part à sept rencontres lors du Championnat d'Europe des moins de 16 ans. Il inscrit 95 points et distille 32 passes décisives lors de la compétition.
En juillet 2023, il participe au Championnat d'Europe des moins de 18 ans avec un an d'avance. Les Bleuets échouent au pied du podium et Traoré score en moyenne 8,6 points par rencontre.

#### Sénior
Le 17 octobre 2024, Nolan Traoré est appelé par Frédéric Fauthoux pour disputer deux rencontres de qualification à l'EuroBasket 2025 face à Chypre.

## Palmarès et distinctions individuelles

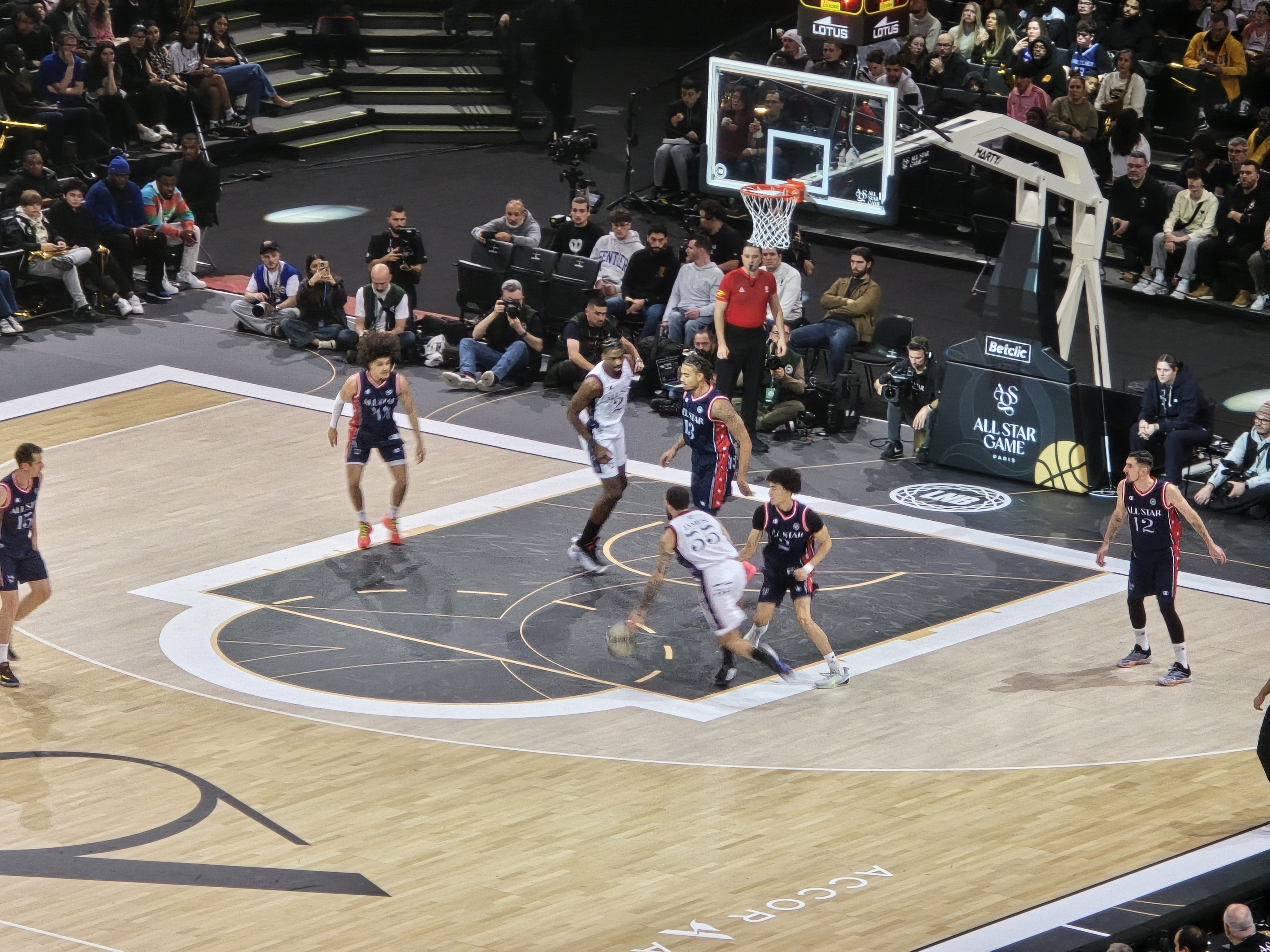
Nolan Traoré défendant sur Mike James lors du All-Star Game LNB 2024.

### En club
Pôle France
- Élu meilleur jeune de Nationale 1 en 2023-2024
- Élu dans le 5 majeur de l'étape finale de l'Adidas Next Generation Tournament (en) à Berlin en 2024

 Saint-Quentin Basket-Ball
- Élu meilleur jeune de la Ligue des champions en 2024-2025

### En sélection
- Médaille de bronze du Championnat d'Europe U16 en 2022 en Macédoine du Nord

### Sur la scène internationale
- Sélectionné pour participer au camp  Global de Basketball Without Borders (en) lors du NBA All-Star week-end 2024 et élu dans la sélection All-Star

- Sélectionné pour représenter la France au Nike Hoop Summit 2024